# Ormosia coarctata
Ormosia coarctata là một loài thực vật có hoa trong họ Đậu. Loài này được Jacks. miêu tả khoa học đầu tiên.